# Fidelis Schabet
Fidelis Schabet (Bad Wurzach, 21 giugno 1813 – Bad Wurzach, 1874) è stato un pittore e architetto tedesco: autore di pale a tema religioso per varie chiese della Baviera, è noto soprattutto per aver ideato per Ludovico II di Baviera la Grotta di Venere, nel Castello di Linderhof
.

## Biografia
Nel 1831, dopo i primi studi di pittura a Stoccarda, si iscrisse alla Reale Accademia di Belle Arti di Monaco dove seguì i corsi di Peter von Cornelius. 
Tra il 1839 e il 1840 assistette il suo maestro nella realizzazione di alcuni affreschi per la chiesa di San Luigi
Nel 1844 eseguì alcuni affreschi sul soffitto della chiesa di Santa Maria. In seguito, produsse vari dipinti e ritratti devozionali ad olio per privati. Tra le sue opere figurano anche pale d'altare ad Aichstetten, Ellwangen, Ratisbona e altre città della Baviera, nonché affreschi sul soffitto della Collegiata di San Giacomo a Hechingen e nella chiesa di Tasdorf. 
Nel 1873 lavorò a Friedrichshafen, quindi progettò la Grotta di Venere per Ludovico II di Baviera nel castello di Linderhof, realizzata tra il 1876 e il 1877 dallo scenografo e paesaggista August Dirigl.

## Galleria d'immagini

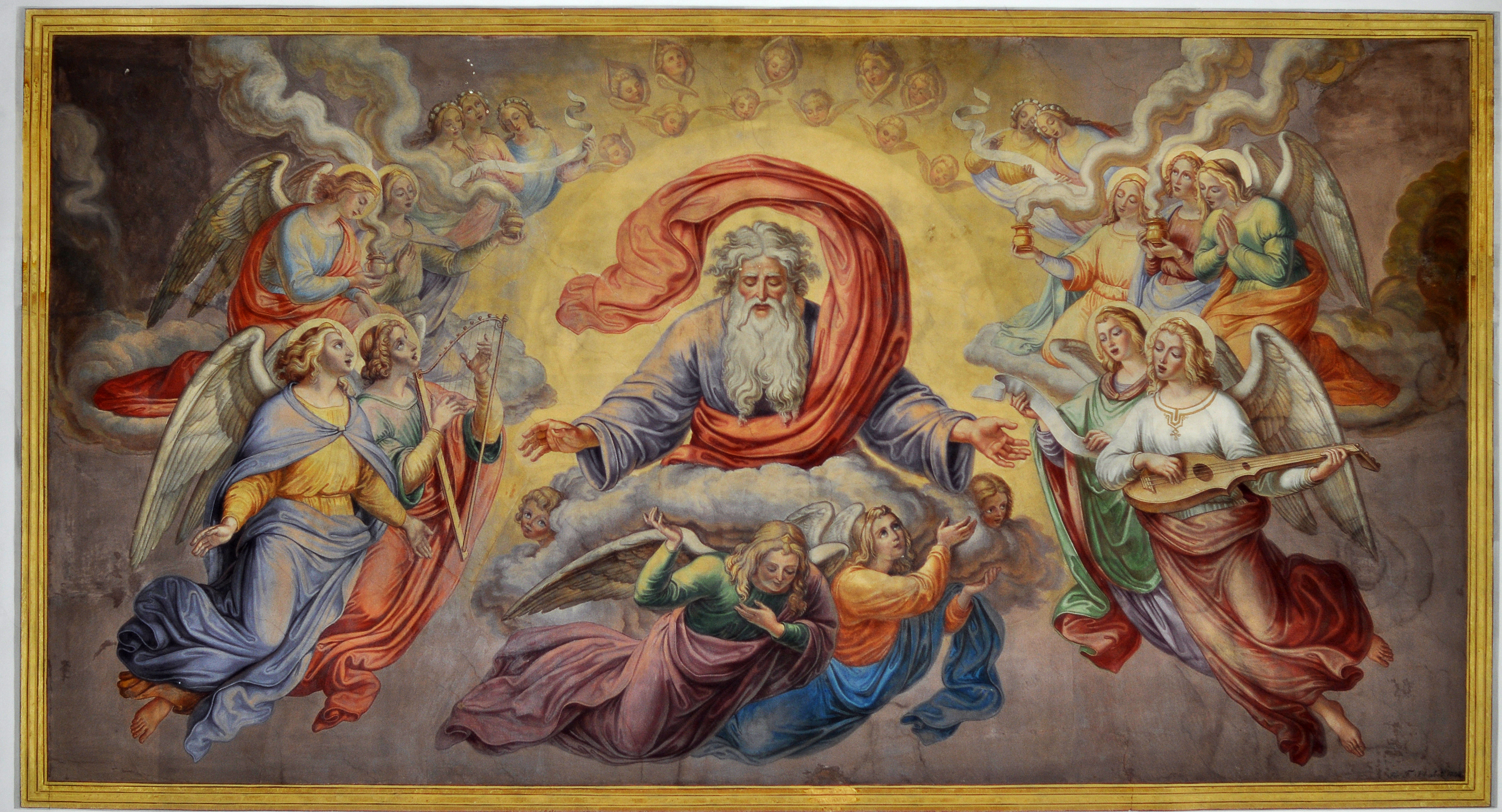
Dio in trionfo (1848), Hechingen
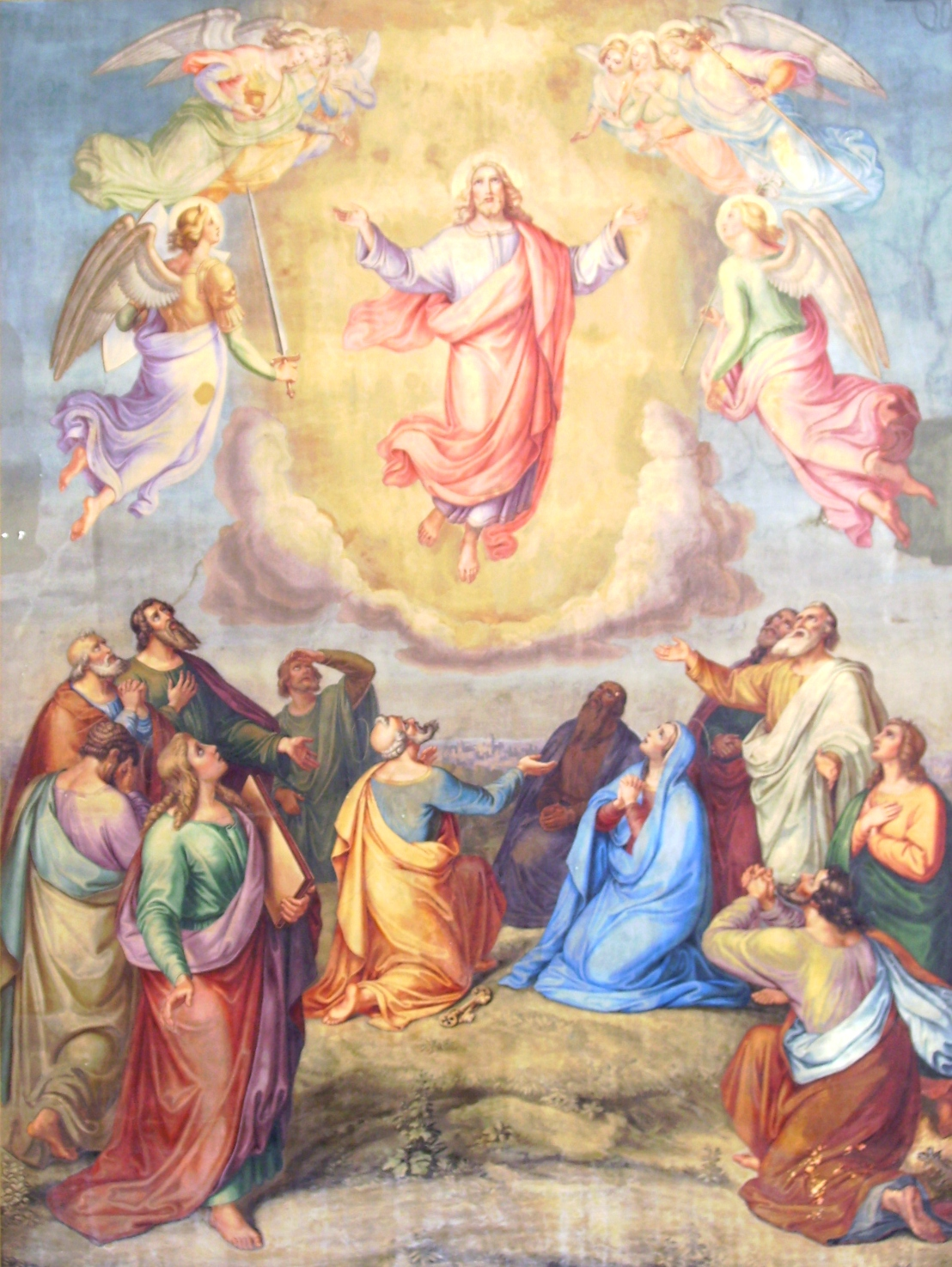
Ascensione di Cristo (1848), Hechingen
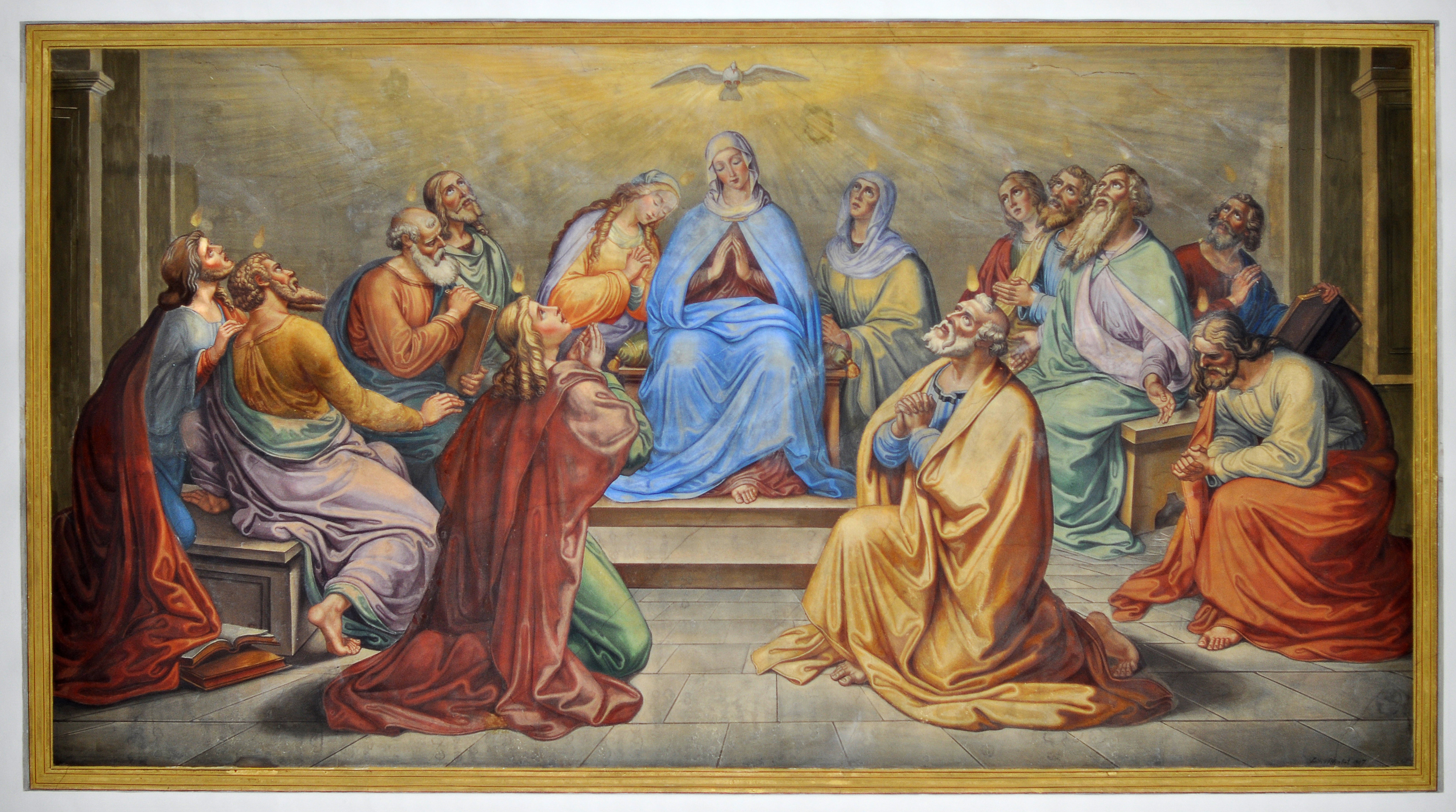
Pentecoste (1848), Hechingen
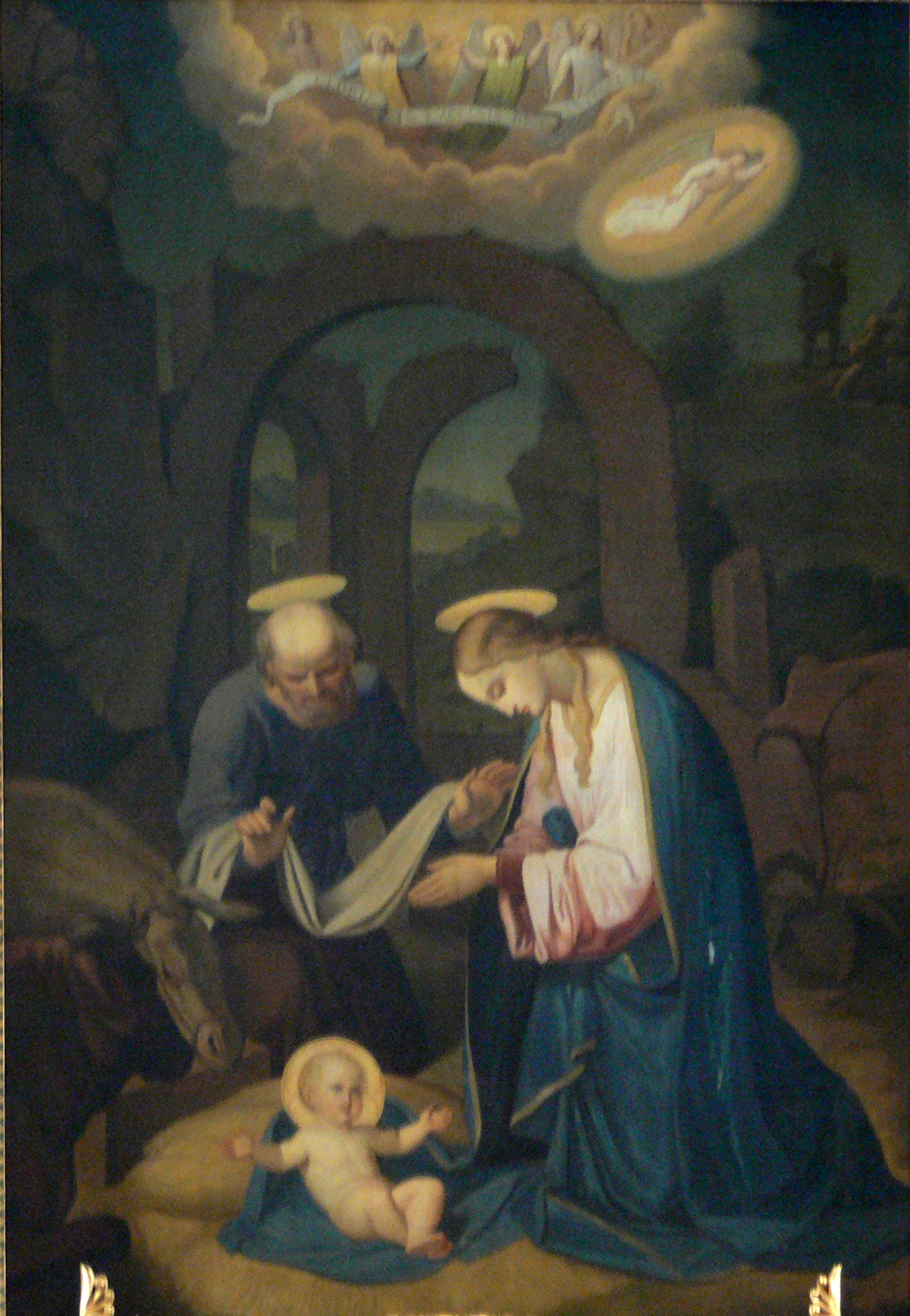
Natività (1867)
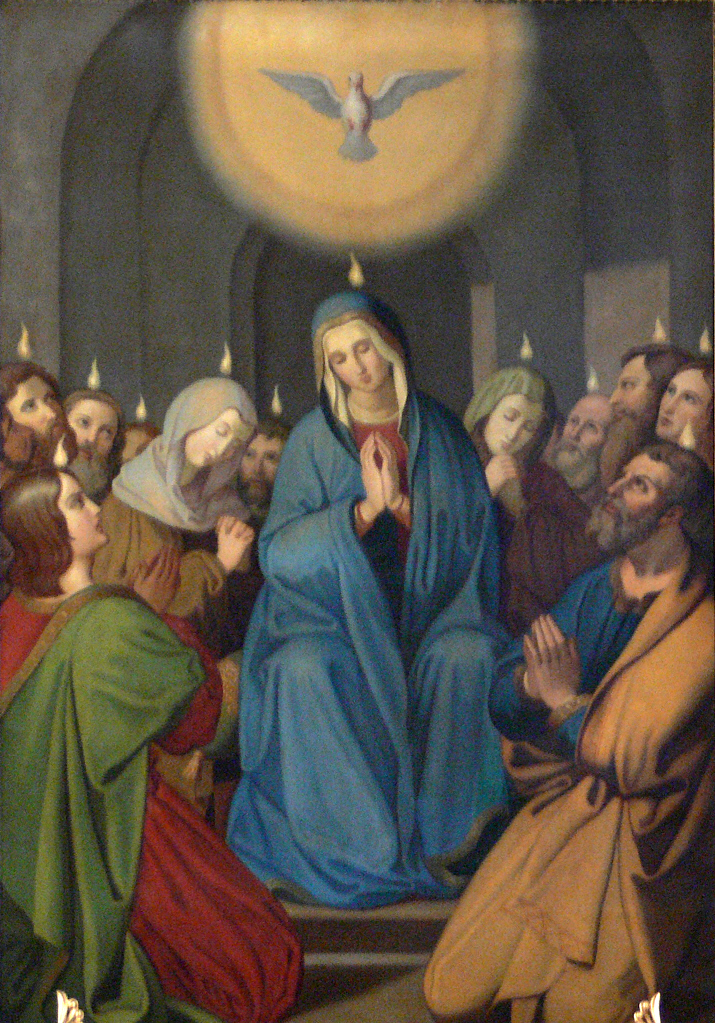
Miracolo di Pentecoste (1867)